# William Woods Averell
William Woods Averell (né le 5 novembre 1832 à Cameron, État de New York, et mort le 3 février 1900 à Bath, État de New York) est un major général de l'Union. Il est enterré à Bath, État de New York.

## Biographie

### Avant la guerre
William Woods Averell est diplômé de l'académie militaire de West Point en 1855,. Il est alors breveté second lieutenant dans le Mounted Rifle le 1er juillet 1855. Il est promu second lieutenant le 1er mai 1856.
Il participe aux guerres indiennes le long de la frontière de l'Ouest. En 1859, il est sévèrement blessé lors d'un combat contre les Navajos.

### Guerre de Sécession
Au début du conflit, William Woods Averell est promu premier lieutenant le 14 mai 1861. Le 3 août 1861, il est affecté au 3rd U.S. cavalry. Il participe à la première bataille de Bull Run en tant qu'officier d'état-major. Il est nommé colonel du 3rd Pennsylvania cavalry le 23 août 1861 qu'il commande lors de la campagne de la Péninsule. Il est promu capitaine le 17 juillet 1862. Il commande alors une brigade de cavalerie lors de la campagne d'Antietam. Il est nommé brigadier général des volontaires le 26 septembre 1862. Il participe à la première bataille de Fredericksburg. Il commande une division dans le corps de cavalerie nouvellement créé dans l'armée du Potomac. Il remporte la première victoire de cavalerie de l'Union sur les cavaliers du général J.E.B Stuart lors de la bataille de Kelly's Ford. Il avait choisi le gué de Kelly's Ford en raison de sa connaissance de la géographie et qu'il offrait le chemin le plus court vers le camp ennemi. Il est breveté major le 17 mars 1863 pour bravoure et service méritant à la bataille de Kelly's Ford. Après avoir participé au raid sur Richmond du général Stoneman, il participe à la bataille de Chancellorsville. Mais, le général Hooker, jugeant sa performance sans ardeur, le relève de son commandement. Il participe alors à plusieurs raids en Virginie de l'ouest à la tête d'une brigade de cavalerie dont celui sur Lewisburg. Il est breveté lieutenant colonel le 6 novembre 1863 pour les mêmes motifs lors de l'action à Droop Mountain. Le 16 décembre 1863, il dirige un raid contre la base de ravitaillement du général Longstreet sur la Virginia and Tennessee Railroad.
Il commande alors la 2nd cavalry division et est de nouveau blessé près de Wytheville.
Il est breveté colonel le 15 décembre 1863 pour bravoure et service méritant lors de l'expédition de Salem. De nouveau à la tête d'une division, il participe à la campagne de la vallée de la Shenandoah du général Sheridan. Il participe aux batailles de Cove Mountain et d'Opequon.
Le 19 juillet 1864, Averell reçoit l'ordre du général Hunter de partir protéger le chemin de fer de Baltimore et de l'Ohio présumé être l'objet d'un raid des forces d'Early. Alors qu'il approche de Winchester, il est pris en embuscade lors de la bataille de Rutherford's Farm par les forces confédérées du général Ramseur. Après avoir été surpris, il réussit à repousser les forces confédérées mais ne les poursuit pas.
Après avoir combattu à la troisième bataille de Winchester, son manque d'agressivité dans la poursuite des confédérés après la bataille de Fisher's Hill lui vaut d'être de nouveau démis de ses fonctions. Le 15 mars 1865, il est breveté brigadier général pour bravoure sur le champ de bataille lors de la guerre et major général pour bravoure et service constant lors de la bataille de Moorefield.

### Après la guerre
William Woods Averell quitte le service actifs des volontaires le 15 mai 1865 et l'armée régulière le 18 mai 1865. Il est nommé consul général des États-Unis dans les provinces anglaises d'Amérique du Nord entre 1866 et 1869.
Il devient président d'une compagnie manufacturière et inventeur. En juin 1865, il fonde la Averell Coal and Oil Company . Il s’intéresse à l'asphalte après avoir vu des expérimentations dans les rues de New York et Newark. En 1870, il devient président de la Grahamite Asphalt Pavement Company qui devient la Grahamite and Trinidad Asphalt Company en 1873 à la suite d'un différend avec son partenaire. Un an plus tard, l'entreprise est réorganisée et est nommée New York and Trinidad Asphalt Company. Il invente le revêtement d'asphalte américain et dépose plusieurs brevets pour des conduits isolants pour câbles et conducteurs. Son entreprise refait la cinquième avenue à New York et la Pennsylvania Avenue à Washington D.C.. En 1876, elle refait la partie comprise ente la 6th Street et la 15th Street près de la Maison-Blanche. Les différends qu'il a eu avec ses partenaires financiers aboutissent à plusieurs procès pour obtenir des redevances et pour violation de droits. Après plusieurs années, William W. Averell remporte ses procès et gagne 700 000 dollars au titre des préjuduces.